# Сан-Бенту-ду-Норти
Сан-Бенту-ду-Норти (порт. São Bento do Norte) — муниципалитет в Бразилии, входит в штат Риу-Гранди-ду-Норти. Составная часть мезорегиона Центр штата Риу-Гранди-ду-Норти. Входит в экономико-статистический микрорегион Макау. Население составляет 3527 человек на 2006 год. Занимает площадь 288,637 км². Плотность населения — 12,2 чел./км².

## Статистика
- Валовой внутренний продукт на 2003 год составляет 7 851 779,00 реалов (данные: Бразильский институт географии и статистики).
- Валовой внутренний продукт на душу населения на 2003 год составляет 2270,61 реалов (данные: Бразильский институт географии и статистики).
- Индекс развития человеческого потенциала на 2000 год составляет 0,643 (данные: Программа развития ООН).